# Michelle Jaggard
Michelle Jaggard (Sydney, 6 mei 1969), vanaf april 1992 Michelle Jaggard-Lai, is een voormalig tennisspeelster uit Australië. Jaggard speelt rechtshandig en heeft een tweehandige backhand. Zij was actief in het proftennis van 1984 tot en met 1994.

## Loopbaan

### Junioren
In 1987 won Jaggard een grandslamtitel in het meisjesenkelspel, op het Australian Open – in de finale versloeg zij landgenote Nicole Provis, in twee sets. Enkele maanden later bereikte zij op Roland Garros de meisjesdubbelspelfinale, samen met Provis – zij verloren de eindstrijd echter van het Sovjet-koppel Natalia Medvedeva en Natallja Zverava.

### Enkelspel
Jaggard debuteerde in 1984 op het ITF-toernooi van Sat Wyong (Australië). Zij stond in 1986 voor het eerst in een finale, op het ITF-toernooi van Lee-on-Solent (VK) – zij verloor van de Nederlandse Hellas ter Riet. In 1990 veroverde Jaggard haar eerste titel, op het ITF-toernooi van Mount Gambier (Australië), door landgenote Tracey Morton te verslaan. In totaal won zij twee ITF-titels, de andere in 1993 in Port Pirie (Australië).
In 1985 kwalificeerde Jaggard zich voor het eerst voor een WTA-hoofdtoernooi, op het toernooi van Brisbane, dat toen nog op gras werd gespeeld. Zij speelde voor het eerst op een grandslamtoernooi op het Australian Open 1987, waarvoor zij een wildcard had gekregen – zij verloor daar in de eerste ronde van de Amerikaanse Hu Na, met wie zij in 1989 een WTA-dubbelspeltitel zou winnen, in Schenectady. Haar beste resultaat op de WTA-toernooien is het bereiken van de halve finale, op het Tier III-toernooi van Brisbane in 1993, dat inmiddels was overgestapt op hardcourt – zij won US$ 6.300 prijzengeld op dit toernooi.
Haar beste resultaat op de grandslamtoernooien is het bereiken van de derde ronde, op het Australian Open 1989, waar zij uiteindelijk verloor van de Nederlandse Brenda Schultz. Haar hoogste notering op de WTA-ranglijst is de 83e plaats, die zij bereikte in mei 1993.

### Dubbelspel
Jaggard behaalde in het dubbelspel betere resultaten dan in het enkelspel. Zij debuteerde in 1984 op het ITF-toernooi van Sat Wyong (Australië), samen met de Zweedse Mimmi Wikstedt. Zij stond in 1986 voor het eerst in een finale, op het ITF-toernooi van Chiba (Japan), samen met de Nieuw-Zeelandse Belinda Cordwell – hier veroverde zij haar eerste titel, door het Japanse duo Kumiko Okamoto en Naoko Satō te verslaan. In totaal won zij zeven ITF-titels, de laatste in 1992 in Machida (Japan).
In december 1985 speelde Jaggard voor het eerst op een WTA-hoofdtoernooi, op het toernooi van Auckland, samen met landgenote Vicki Marler. Zij bereikten er de tweede ronde. Zij nam voor het eerst deel aan een grandslamtoernooi op Roland Garros 1986. Zij stond in 1987 voor het eerst in een WTA-finale, op het toernooi van Indianapolis, samen met landgenote Jenny Byrne – hier veroverde zij haar eerste titel, door het Amerikaanse koppel Beverly Bowes en Hu Na te verslaan. Op Roland Garros 1992 en Wimbledon 1992 speelde Jaggard-Lai samen met de Nederlandse Caroline Vis, en op het US Open 1992 met Nicole Muns-Jagerman. In totaal won zij drie WTA-titels, de laatste in november 1994 in Taipei, samen met de Canadese Rene Simpson-Alter – met deze overwinning sloot Jaggard haar loopbaan als beroepsspeelster af.
Haar beste resultaat op de grandslamtoernooien is het bereiken van de kwartfinale, op het Australian Open 1992 samen met de Japanse Kimiko Date. Haar hoogste notering op de WTA-ranglijst is de 42e plaats, die zij bereikte in februari 1991.

#### Gemengd dubbelspel
In deze discipline bereikte Jaggard viermaal de kwartfinale op de grandslamtoernooien: met landgenoot Shane Barr op het Australian Open 1987, met Mark Woodforde op Roland Garros 1987, en met landgenoot Broderick Dyke op zowel het Australian Open 1989 en als Wimbledon 1991. Op het Australian Open 1993 speelde Jaggard-Lai samen met Nederlander Jacco Eltingh.

### Tennis in teamverband
In 1993 maakte Jaggard deel uit van het Australische Fed Cup-team – zij behaalde daar een winst/verlies-balans van 2–2. Zij bereikten de finale, die zij verloren van de Spaanse dames.

## Privé
Jaggard trad op 21 maart 1992 in het huwelijk met Gershwin Lai, een Nederlands voetballer die in 1984 als aanvaller voor de Amsterdamse club Rood-Wit speelde. Na haar huwelijk schreef zij zich op toernooien in als Michelle Jaggard-Lai.
Jaggard en haar man Lai runnen een tennisschool annex zaalvoetbalaccommodatie, genaamd Wakehurst Tennis, in Seaforth, een voorstad van Sydney.

## Palmares
| Legenda                |
| ---------------------- |
| Grandslamtoernooi      |
| Olympische Spelen      |
| Year-End Championships |
| Tier I                 |
| Tier II                |
| Tier III               |
| Tier IV & V            |

### WTA-finaleplaatsen enkelspel
geen

### WTA-finaleplaatsen vrouwendubbelspel
| nr.              | finale     | toernooi          | ondergrond    | partner            | tegenstandsters                | score         |
| ---------------- | ---------- | ----------------- | ------------- | ------------------ | ------------------------------ | ------------- |
| gewonnen finales |            |                   |               |                    |                                |               |
| 1.               | 1987-11-01 | WTA Indianapolis  | hardcourt (i) | Jenny Byrne        | Beverly Bowes Hu Na            | 6-2, 6-3      |
| 2.               | 1989-07-30 | WTA Schenectady   | hardcourt     | Hu Na              | Sandra Birch Debbie Graham     | 6-3, 6-2      |
| 3.               | 1994-11-20 | WTA Taipei        | hardcourt     | Rene Simpson-Alter | Nancy Feber Alexandra Fusai    | 6-0, 7-6      |
| verloren finales |            |                   |               |                    |                                |               |
| 1.               | 1990-02-11 | WTA Wellington    | hardcourt     | Julie Richardson   | Natalia Medvedeva Leila Meschi | 3-6, 6-2, 4-6 |
| 2.               | 1990-04-14 | WTA Japan (Tokio) | hardcourt     | Hu Na              | Kathy Jordan Elizabeth Smylie  | 0-6, 6-3, 1-6 |

### Gewonnen ITF-toernooien enkelspel
| nr. | finale     | toernooi      | dotatie  | ondergrond | tegenstandster in finale | score    |
| --- | ---------- | ------------- | -------- | ---------- | ------------------------ | -------- |
| 1.  | 1990-11-11 | Mount Gambier | $ 25.000 | hardcourt  | Tracey Morton            | 7-6, 6-3 |
| 2.  | 1993-11-21 | Port Pirie    | $ 25.000 | hardcourt  | Jane Taylor              | 6-3, 6-1 |

### Gewonnen ITF-toernooien dubbelspel
| nr. | finale     | toernooi   | dotatie  | ondergrond | partner                | tegenstandsters in finale       | score         |
| --- | ---------- | ---------- | -------- | ---------- | ---------------------- | ------------------------------- | ------------- |
| 1.  | 1986-10-12 | Chiba      | $ 25.000 | hardcourt  | Belinda Cordwell       | Kumiko Okamoto Naoko Satō       | 6-2, 7-6      |
| 2.  | 1986-11-02 | Sydney     | $ 10.000 | hardcourt  | Lisa O'Neill           | Louise Field Nicole Provis      |               |
| 3.  | 1990-09-23 | Chiba      | $ 50.000 | hardcourt  | Marianne Werdel        | Eva Pfaff Julie Richardson      | 6-4, 6-7, 7-6 |
| 4.  | 1991-11-10 | Port Pirie | $ 25.000 | hardcourt  | Jo-Anne Faull          | Kerry-Anne Guse Justine Hodder  | 6-2, 7-5      |
| 5.  | 1992-05-10 | Porto      | $ 50.000 | gravel     | Virginia Ruano Pascual | Jennifer Fuchs Maria Strandlund | 6-3, 7-5      |
| 6.  | 1992-11-01 | Jakarta    | $ 50.000 | gravel     | Kristine Radford       | Kristin Godridge Nicole Pratt   | 3-6, 6-3, 6-2 |
| 7.  | 1992-11-08 | Machida    | $ 50.000 | gras       | Julie Richardson       | Ingelise Driehuis Maya Kidowaki | 6-3, 7-5      |

## Resultaten grandslamtoernooien
| Legenda | Legenda                          |
| ------- | -------------------------------- |
| g.t.    | geen toernooi gehouden           |
| l.c.    | lagere categorie                 |
| –       | niet deelgenomen                 |
| G       | uitgeschakeld in de groepsfase   |
| 1R      | uitgeschakeld in de eerste ronde |
| 2R      | uitgeschakeld in de tweede ronde |
| 3R      | uitgeschakeld in de derde ronde  |
| 4R      | uitgeschakeld in de vierde ronde |
| KF      | uitgeschakeld in de kwartfinale  |
| HF      | uitgeschakeld in de halve finale |
| F       | de finale verloren               |
| W       | het toernooi gewonnen            |
| w-v     | winst/verlies-balans             |

### Enkelspel
| toernooi        | 1987 | 1988 | 1989 | 1990 | 1991 | 1992 | 1993 | 1994 | w-v |
| --------------- | ---- | ---- | ---- | ---- | ---- | ---- | ---- | ---- | --- |
| Australian Open | 1R   | 2R   | 3R   | 1R   | 1R   | 2R   | 1R   | 1R   | 4-8 |
| Roland Garros   | –    | 1R   | 2R   | 2R   | 1R   | –    | 1R   | 1R   | 2-6 |
| Wimbledon       | 1R   | 1R   | 1R   | –    | –    | –    | 1R   | –    | 0-4 |
| US Open         | –    | –    | –    | –    | –    | –    | 1R   | –    | 0-1 |

### Vrouwendubbelspel
| toernooi        | 1986 | 1987 | 1988 | 1989 | 1990 | 1991 | 1992 | 1993 | 1994 | w-v  |
| --------------- | ---- | ---- | ---- | ---- | ---- | ---- | ---- | ---- | ---- | ---- |
| Australian Open | g.t. | –    | 3R   | 1R   | 2R   | 3R   | KF   | 3R   | 1R   | 10-7 |
| Roland Garros   | 1R   | 2R   | 2R   | 1R   | 2R   | 1R   | 2R   | 1R   | 1R   | 4-9  |
| Wimbledon       | 2R   | 1R   | 2R   | 2R   | 1R   | 2R   | 1R   | 3R   | 2R   | 7-9  |
| US Open         | 1R   | –    | –    | 1R   | –    | 2R   | 1R   | 3R   | 2R   | 4-6  |

### Gemengd dubbelspel
| toernooi        | 1987 | 1988 | 1989 | 1990 | 1991 | 1992 | 1993 | 1994 | w-v |
| --------------- | ---- | ---- | ---- | ---- | ---- | ---- | ---- | ---- | --- |
| Australian Open | KF   | 1R   | KF   | –    | 2R   | –    | 2R   | –    | 6-5 |
| Roland Garros   | KF   | 1R   | 1R   | 3R   | 2R   | 1R   | 2R   | 3R   | 8-7 |
| Wimbledon       | 1R   | 3R   | 3R   | 2R   | KF   | 2R   | –    | 1R   | 9-7 |
| US Open         | –    | –    | –    | –    | –    | –    | –    | –    | 0-0 |